# The Colony (Teksas)
The Colony je grad u američkoj saveznoj državi Teksas. Prema popisu stanovništva iz 2010. u njemu je živjelo 36.328 stanovnika.